# Эклектика (альбом)
«Экле́ктика» — третий альбом российской метал-группы Everlost, выпущенный 16 февраля 2009 года.

## История
Альбом сочинялся и записывался в течение 2008 года. Пластинка увидела свет 16 февраля 2009 года. На альбоме присутствуют 12 композиций на русском языке. Процесс записи и сведения диска проходил на московской студии DreamPort под руководством Максима Самосвата. Роль второго вокалиста досталась Евгению Егорову (ex-«Колизей», «Эпидемия»). Автор русскоязычной лирики — Георгий Арустамьян,
известный по работе с такими проектами, как Catharsis, Scream In Darkness, Infernal Cry, Олег Мишин и др. Работа над клавишными аранжировки была возложена на Михаила Панфилова, который является старым другом группы. Партии скрипки в песнях «Роза ветров (Джонатан)» и «В эту ночь» исполнил музыкант группы Actemis — Станислав Опитин.

## Список композиций
| №  | Название                  | Длительность | Ссылка на текст |
| -- | ------------------------- | ------------ | --------------- |
| 1  | День за днём              | 4:50         | текст           |
| 2  | Сердце (Каждому — своё)   | 5:19         | текст           |
| 3  | Двойник                   | 4:30         | текст           |
| 4  | Роза ветров (Джонатан)    | 4:00         | текст           |
| 5  | Книга судьбы              | 4:08         | текст           |
| 6  | Там (Где всё будет иначе) | 3:17         | текст           |
| 7  | Нет пощады                | 3:55         | текст           |
| 8  | Безмолвная тень           | 4:27         | текст           |
| 9  | В эту ночь                | 5:09         | текст           |
| 10 | Твой враг                 | 3:54         | текст           |
| 11 | Третий день Луны          | 4:13         | текст           |
| 12 | Право на смех             | 5:04         | текст           |

## Клипы
| №  | Название     | Год  | Тип       |
| -- | ------------ | ---- | --------- |
| 1. | День за днём | 2009 | видеоклип |
| 2. | Нет пощады   | 2009 | видеоклип |

## Состав

### Основной состав
- Андрей Смирнов — гитара/вокал
- Павел Чернобай — гитара
- Сергей Волков — бас-гитара
- Сергей Серебренников — ударные

### Гостевые музыканты
- Евгений Егоров — вокал
- Михаил Панфилов — клавишные
- Стас Опитин — скрипка